# Фонван
Фонван (фр. Fontvannes) насеље је и општина у североисточној Француској у региону Шампањ-Арден, у департману Об која припада префектури Троа.
По подацима из 2011. године у општини је живело 595 становника, а густина насељености је износила 45,73 становника/km². Општина се простире на површини од 13,01 km². Налази се на средњој надморској висини од 150 метара.

## Демографија
| 1962. | 1968. | 1975. | 1982. | 1990. | 1999. | 2011. |
| ----- | ----- | ----- | ----- | ----- | ----- | ----- |
| 294   | 297   | 340   | 461   | 563   | 553   | 595   |

График промене броја становника у току последњих година